# Martella pottsi
Martella pottsi är en spindelart som beskrevs av Peckham, Peckham 1892. Martella pottsi ingår i släktet Martella och familjen hoppspindlar. Inga underarter finns listade i Catalogue of Life.